# روبرت بارنهارت
روبرت بارنهارت (بالإنجليزية: Robert Barnhart)‏ هو لغوي أمريكي، ولد في 1933، وتوفي في 1 أبريل 2007.